# Höhenangst
Höhenangst, fachsprachlich auch Akrophobie (altgriechisch ἄκρος ákros, deutsch ‚Gipfel, Spitze, Höhe‘ und φόβος phóbos ‚Furcht, Schrecken‘), Hypsophobie (ὕψος hypso ‚Höhe‘) oder Altophobie (lateinisch altus ‚Höhe‘), bezeichnet eine Angst, die durch den Aufenthalt in (größeren) Höhen ausgelöst werden kann. Sie gehört zu den Angststörungen. Eine ähnliche Bezeichnung ist Bathophobie, Tiefenangst. Das Gegenteil von Höhenangst ist Schwindelfreiheit.

## Beschreibung
Akrophobie tritt unter anderem auf Türmen, hohen Bergen, vor Abhängen, auf Brücken, Hochhäusern, Balkonen und Leitern auf. Mitunter verbindet sich die Akrophobie mit anderen Angststörungen. Auch an der Flugangst kann die Akrophobie beteiligt sein. Sie ist jedoch nicht mit dieser gleichzusetzen.
Definitionsgemäß ist die Angst der Situation gegenüber unangemessen, da keine oder nur eine geringe objektive Gefahr besteht. Um die Angst auszulösen, ist nicht zwingend eine große Höhe notwendig. Wenige Meter reichen oft aus. In tiefenpsychologischen Konzepten wird Höhenangst mit der Angst vor dem „Sich-Fallenlassen“ verbunden. Es gibt Menschen, bei denen die Akrophobie nur im Freien auftritt. Wenn sie etwa hinter einer Glasscheibe stehen, kommt es zu keiner Angstreaktion.
Psychische Symptome der Akrophobie sind neben der eigentlichen Angstreaktion etwa Depersonalisation, intensive Vorstellungen, aus Versehen in die Tiefe zu stürzen oder dies unter einem Kontrollverlust bewusst zu tun.
Wie bei anderen Phobien treten auch hier körperliche Beschwerden auf. Innerhalb weniger Sekunden oder Minuten können die Symptome zu einem Höhepunkt kommen: Das sind unter anderen Atemnot, Herzklopfen, Herzrasen, Benommenheit, Schwindel, Schwitzen, Brustschmerzen oder Engegefühl in der Brust. Die Höhe, ab der die Höhenangst einsetzt, wird als „Angsthöhe“ bezeichnet. Sie ist von Mensch zu Mensch verschieden. Von der eigentlichen Höhenangst sollte der Höhenschwindel abgegrenzt werden.

## Entstehung und Umgang
Die Entstehung der Akrophobie kann sehr unterschiedliche Ursachen haben. Das divergente Erscheinungsbild erschwert zudem eine einfache und schnelle Diagnose. Grundsätzlich kann Akrophobie als spezielle Übersensibilität angeboren, aber auch – etwa durch einen unglücklichen Sturz – angelernt sein. Meist wird die Ausbildung der psychischen Labilität bereits in der frühen Kindheit erkennbar. Abgesehen von der Möglichkeit einer tiefenpsychologischen Ursachenerforschung wird die Bekämpfung der Krankheitssymptome heute sehr erfolgreich auch pragmatisch handelnd in Form einer frühzeitigen Wagniserziehung angegangen.

## Therapieansätze
Therapeutisch behandelbar ist Höhenangst entweder mit Arzneimitteln, mittels verschiedener Entspannungstechniken oder auf dem Wege einer Psychotherapie. Hier haben inzwischen auch Hypnosetechniken Eingang in das Behandlungsrepertoire gefunden. Im Rahmen der Wagniserziehung wird Angsttherapie mit den Methoden der „Konfrontation“ und der sogenannten „graduellen Annäherung“ an die spezielle Zielproblematik praktiziert. Es geht hier um ein behutsames Aufbauen von Selbstsicherheit und Angstbeherrschung im reflektierten praktischen Umgang mit der Phobieform.